# Polyacanthia flavipes
Polyacanthia flavipes är en skalbaggsart som först beskrevs av White 1846.  Polyacanthia flavipes ingår i släktet Polyacanthia och familjen långhorningar. Inga underarter finns listade i Catalogue of Life.